# Mr. Jones (nummer)
Mr. Jones is een nummer van de Amerikaanse rockband Counting Crows uit 1993. Het is de lead single en het derde nummer op hun debuutalbum August and Everything After. Het was de eerste radiohit van de band en stond in 1994 in de Nederlandse Single Top 100.
Op de live-versie van het nummer, zoals deze op het album Across a Wire: Live in New York City staat, is het eerste couplet een citaat van het nummer So You Want to Be a Rock 'n' Roll Star van The Byrds. De band Hidden in Plain View heeft het nummer gecoverd in 2004 op hun album Dead and Dreaming: An Indie Tribute to the Counting Crows.

## Hitnotering

### NederlandseSingle Top 100
| Hitnotering: van 14 tot en met 28 mei 1994 | Hitnotering: van 14 tot en met 28 mei 1994 | Hitnotering: van 14 tot en met 28 mei 1994 | Hitnotering: van 14 tot en met 28 mei 1994 | Hitnotering: van 14 tot en met 28 mei 1994 |
| Week:                                      | 1                                          | 2                                          | 3                                          |                                            |
| ------------------------------------------ | ------------------------------------------ | ------------------------------------------ | ------------------------------------------ | ------------------------------------------ |
| Positie:                                   | 50                                         | 42                                         | 42                                         | uit                                        |

### NPO Radio 2 Top 2000
| Nummer met noteringen in de NPO Radio 2 Top 2000 | '07 | '08  | '09 | '10 | '11 | '12 | '13 | '14 | '15 | '16 | '17 | '18 | '19 | '20 | '21  | '22  | '23  | '24  |
| ------------------------------------------------ | --- | ---- | --- | --- | --- | --- | --- | --- | --- | --- | --- | --- | --- | --- | ---- | ---- | ---- | ---- |
| Mr. Jones                                        | 391 | 1666 | 662 | 643 | 611 | 708 | 568 | 717 | 715 | 485 | 708 | 804 | 943 | 961 | 1086 | 1180 | 1295 | 1305 |

1. ↑  Een vetgedrukt getal geeft de hoogste notering aan.
2. ↑  2007 was het eerste jaar met een notering voor dit nummer.